# Phil Parkinson
Phil John Parkinson (Chorley, 1 december 1967) is een Brits voetbaltrainer en voormalig voetballer. Als speler kwam hij uit voor Southampton, Bury en Reading. Als trainer was hij werkzaam bij Colchester United, Hull City, Charlton Athletic, Bradford City, Bolton Wanderers, Sunderland en Wrexham.

## Sucessen met Colchester en Bradford City
Als manager behaalde Parkinson zijn grootste successen met Bradford City. In het seizoen 2012/13 wist hij Bradford als vierdeklasser naar de finale van de League Cup te loodsen. De club schakelde in deze campagne achtereenvolgens Notts County, Watford, Burton Albion, Wigan Athletic, Arsenal en Aston Villa uit, van wie de laatste drie destijds uitkwamen in de hoogste afdeling, de Premier League. De finale werd echter verloren; Swansea City was Bradford City met 5-0 de baas op Wembley. Als bekroning van het seizoen wist Parkinson promotie naar de League One af te dwingen. In de finale van de play-offs werd Northampton Town met 3-0 verslagen. In de reguliere competitie werd Bradford zevende. In het seizoen 2013/14 wist hij Bradford als gepromoveerde club in de League One te houden, getuige de elfde plaats.
In 2006 wist hij eerder al Colchester United naar de EFL Championship te leiden.
Parkinson kende ook minder goede prestaties. Bij zowel Hull City als Charlton Athletic werd hij aan de deur gezet na een reeks teleurstellende prestaties. Tussen 2016 en augustus 2019 was hij hoofdtrainer van Bolton Wanderers.

## Erelijst

### Speler
Reading FC
- Reading Player of the Year

1997–1998 en 1998–1999

### Manager

#### MetColchester United FC
Directe promotie naar Championship dankzij tweede plaats Football League One (1x)
2005/06

#### MetBradford City AFC
Indirecte promotie naar League One dankzij winst van de Football League Play-Offs (1x)
2012/13
 2de plaats League Cup (1x)
2012/13

#### MetWrexham AFC
Directe promotie naar League Two dankzij winst van de National League (1x)
2022/23
 Directe promotie naar League One dankzij tweede plaats League Two (1x)
2023/24